# Þingeyri
Þingeyri is een vissersplaatsje met in 2013 ongeveer 269 inwoners in het noordwesten van IJsland in de Vestfirðir.
Het is een van de oudste handelsposten van de regio en hoort samen met Ísafjörður, Flateyri, Suðureyri en Hnífsdalur tot de gemeente Ísafjarðarbær. Þingeyri ligt aan de zuidkust van de fjord Dýrafjörður ("Deurfjord") en wordt aan de zuidkant door de berg Sandfell begrensd.
Þingeyri betekent zoiets als "vergaderplaats op een zandplaat". Het plaatsje dankt zijn naam aan de aanwezigheid van een þing (een ding, een vergaderplaats, vergelijkbaar met Þingvellir) ten tijde van en na de kolonisatie van IJsland. Dit þing, het Dýrafjarðaþing, wordt in de saga van Gísli beschreven, en een niet indrukwekkend restant is even achter de kerk in het centrum van het plaatsje zichtbaar.

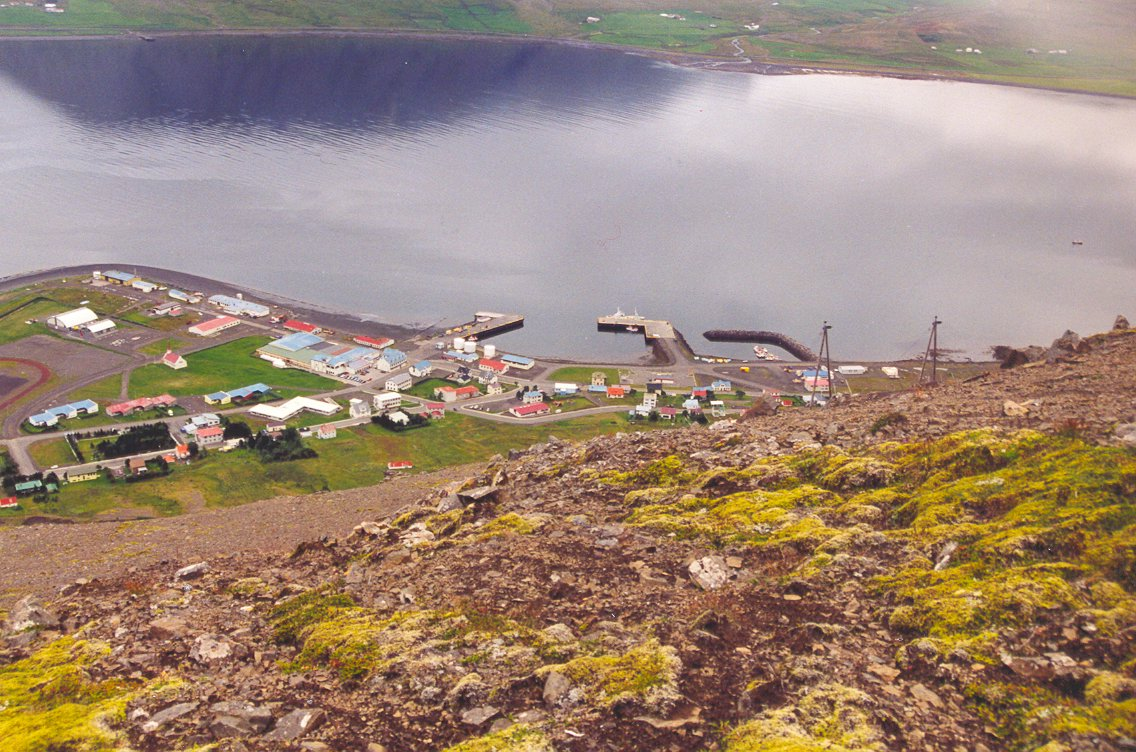
Þingeyri gezien vanaf de Sandfell.